# Čuklinac
Ćuklinac je naselje v občini Kozarska Dubica, Bosna in Hercegovina. 

## Deli naselja
Ćuklinac.

## Prebivalstvo
| Pregled števila prebivalcev po letih | Pregled števila prebivalcev po letih | Pregled števila prebivalcev po letih | Pregled števila prebivalcev po letih | Pregled števila prebivalcev po letih | Pregled števila prebivalcev po letih |
| ------------------------------------ | ------------------------------------ | ------------------------------------ | ------------------------------------ | ------------------------------------ | ------------------------------------ |
| 1948                                 | 1953                                 | 1961                                 | 1971                                 | 1981                                 | 1991                                 |
| -                                    | -                                    | -                                    | 97                                   | 101                                  | 109                                  |

| Narodna sestava prebivalstva po letih                                                                                  | Narodna sestava prebivalstva po letih                                                                                     | Narodna sestava prebivalstva po letih                                                                                      |
| --- | --- | --- |
| 1971 | 1981 | 1991 |
| . skupaj: 97 Srbi 97 (100 %) Hrvati 0 (0,00 %) Muslimani 0 (0,00 %) Jugoslovani 0 (0,00 %) drugi in neznano 0 (0,00 %) | . skupaj: 101 Srbi 95 (94,05 %) Hrvati 0 (0,00 %) Muslimani 0 (0,00 %) Jugoslovani 6 (5,94 %) drugi in neznano 0 (0,00 %) | . skupaj: 109 Srbi 103 (94,49 %) Hrvati 2 (1,83 %) Muslimani 0 (0,00 %) Jugoslovani 4 (3,66 %) drugi in neznano 0 (0,00 %) |